# بات باركر (لاعب كرة قدم)
بات باركر (بالإنجليزية: Pat Parker)‏ (15 يوليو 1929 في المملكة المتحدة - 28 يناير 2014 بساوثهامبتون في المملكة المتحدة) هو لاعب كرة قدم بريطاني في مركز الوسط. لعب مع نادي بليموث أرجايل ونادي ساوثهامبتون وCowes Sports F.C. ‏ ونادي بول تاون وNewton Abbot A.F.C. ‏.